# رينيه روكا
رينيه روكا (بالإنجليزية: Renée Roca)‏ هي مدربة تزلج فني ‏ أمريكية، ولدت في 18 مايو 1963 في روتشستر في الولايات المتحدة.